# العلاقات التشيكية الهايتية
العلاقات التشيكية الهايتية هي العلاقات الثنائية التي تجمع بين التشيك وهايتي.

## مقارنة بين البلدين
هذه مقارنة عامة ومرجعية للدولتين:
| وجه المقارنة                                              | التشيك                                                                            | هايتي                                |
| --------------------------------------------------------- | --------------------------------------------------------------------------------- | ------------------------------------ |
| المساحة (كم2)                                             | 78.87 ألف                                                                         | 27.75 ألف                            |
| عدد السكان (نسمة)                                         | 10.52 مليون                                                                       | 10.98 مليون                          |
| الكثافة السكانية (ن./كم²)                                 | 133.38                                                                            | 395.68                               |
| العاصمة                                                   | براغ                                                                              | بورت أو برانس                        |
| اللغة الرسمية                                             | اللغة التشيكية                                                                    | لغة فرنسية، اللغة الكريولية الهايتية |
| العملة                                                    | كرونة تشيكية، كرونة تشيكوسلوفاكية                                                 | جوردة هايتية                         |
| الناتج المحلي الإجمالي (بليون دولار)                      | 215.73 مليار                                                                      | 8.41 مليار                           |
| الناتج المحلي الإجمالي (تعادل القوة الشرائية) بليون دولار | 356.15 مليار                                                                      | 18.82 مليار                          |
| الناتج المحلي الإجمالي الاسمي للفرد دولار أمريكي          | 17.55 ألف                                                                         | 818                                  |
| الناتج المحلي الإجمالي للفرد دولار أمريكي                 | 31.19 ألف                                                                         | 1.73 ألف                             |
| مؤشر التنمية البشرية                                      | 0.878                                                                             | 0.483                                |
| رمز المكالمات الدولي                                      | +420                                                                              | +509                                 |
| رمز الإنترنت                                              | .cz                                                                               | .ht                                  |
| المنطقة الزمنية                                           | ت ع م+01:00، ت ع م+02:00، توقيت وسط أوروبا، توقيت وسط أوروبا الصيفي، أوروبا/براغ ‏ | 00                                   |

## منظمات دولية مشتركة
يشترك البلدان في عضوية مجموعة من المنظمات الدولية، منها:
| علم المنظمة | اسم المنظمة                               | تاريخ انضمام التشيك | تاريخ انضمام هايتي |
| ----------- | ----------------------------------------- | ------------------- | ------------------ |
|             | مؤسسة التنمية الدولية                     | 1993                | 13 يونيو 1961      |
|             | يونسكو                                    | 22 فبراير 1993      | 18 نوفمبر 1946     |
|             | مؤسسة التمويل الدولية                     | 1993                | 20 يوليو 1956      |
|             | منظمة حظر الأسلحة الكيميائية              | ?                   | ?                  |
|             | الأمم المتحدة                             | 19 يناير 1993       | 24 أكتوبر 1945     |
|             | الاتحاد الدولي للاتصالات                  | 1993                | 10 أكتوبر 1927     |
|             | منظمة الشرطة الجنائية الدولية             | ?                   | ?                  |
|             | البنك الدولي للإنشاء والتعمير             | 1993                | 8 سبتمبر 1953      |
|             | الاتحاد البريدي العالمي                   | ?                   | ?                  |
|             | المركز الدولي لتسوية المنازعات الاستشارية | 22 أبريل 1993       | 26 نوفمبر 2009     |
|             | وكالة ضمان الاستثمار متعدد الأطراف        | 1993                | 11 ديسمبر 1996     |
|             | منظمة التجارة العالمية                    | ?                   | ?                  |

## وصلات خارجية
- موقع وزارة الخارجية التشيكية
- موقع وزارة الخارجية الهايتية